# Фаянс
 Тази статия е за керамичния материал.  За полския художник вижте Максимилиан Фаянс.  
Фаянс (на френски: faïence, от името на италианския град Фаенца, където се произвеждал фаянс) се наричат керамични изделия (облицовъчни плочки, архитектурни детайли, съдове, умивалници, тоалетни чинии и др.), имащи плътна микропореста структура (обикновено бяла), покрити с прозрачна или непрозрачна глазура. За производството на фаянса се използват същите материали, като за производството на порцелана (мени се само съотношението на компонентите), и сходна технология (различията са в режима на изпичане).

## История на фаянса
Близки до фаянса изделия са се произвеждали в Древен Египет, Китай (IV—V в.), а по-късно – в Иран, Корея, Япония (през XI—XIII в.).

### Европейски фаянс
В Европа фаянс започва да се произвежда в средата на XVI в. във Франция. Това са били изделия с многоцветна или синя кобалтова подглазурна шарка. През XVIII—XX в. фаянсови изделия с високо качество започват да се произвеждат в Англия, Германия, Русия.